# Турецький Іван Васильович
Турецький Іван Васильович (нар. 17 серпня 1956, Красноярськ) — живописець, графік.

## Життєпис
Народився 17 серпня 1956 року в місті Красноярськ (Росія) в сім'ї репресованих радянським режимом. Закінчив Львівське училище прикладного мистецтва імені Івана Труша. В 1982 році закінчив Львівський державний інститут прикладного та декоративного мистецтва. Живе та працює у Львові.
Член Національної спілки художників України. Співзасновник Українського геральдичного товариства. Окрім живопису та графіки творчо працює в різноманітних жанрах прикладного мистецтва. Автор багатьох територіальних та приватних гербів, зокрема співавтор малого Державного Герба України та сучасного герба Львова.
Серед творчого доробку: марки для Пошти України, проекти колекційних конвертів та штемпелів для Спілки українських філателістів в Австрії, проекти серії колекційних монет Банку Білорусі. Дизайнер різноманітних відзнак та нагород. Автор ідеї та проектів колоди гральних карт для австрійської компанії Piatnik.
Митець - учасник численних виставок в Україні та закордоном а також міжнародних художніх пленерів. Твори автора перебувають в збірках українських музеїв та приватних колекціях Європи, Азії та Америки.
В 2018 році луцький Музей сучасного мистецтва Корсаків придбав роботу “Музика кольору” до своєї колекції.
|  |

З 2019 року Іван Турецький співпрацює з київською галереєю Portal 11 та експонує там свої роботи. У 2019 році Галерея видала прем’єрний альбом робіт художника «Colour as labyrinth» та створила два короткометражні фільми про художника та його творчість.   У 2019-2021 роках була проведена серія виставок художника, три з яких пройшли безпосередньо у галерейному просторі, та дві у Італії та Швейцарії.
У 2019 році галерея Portal 11 представила серію робіт Івана Турецького на Luxembourg art fair.
У 2020 році на аукціоні Sotheby's була продана за 21250$ картина Івана Турецького “Фрагменти II (Італійський щоденник)” .
У 2022 році, попри війну на території України, Іван продовжує міжнародну виставкову діяльність. Його картини побували на двох виставках в Італії : у Fabrica del Vapore , у віллі Longoni , а також в M.A.X. музеї в Швейцарії .

## Сім'я
Іван Васильович Турецький народився в багатодітній родині (четверо дітей) у сім’ї художників Турецький Василь Степанович та Турецька Ольга Федорівна. З 1978 у шлюбі з художницею Пухіндою Наталією Миколаївною. Їхню творчу династію продовжують син Лук’ян, донька Ольга, онука Марта.

## Творчість

### Українська геральдика
Іван Васильович Турецький не лише художник-абстракціоніст, а й:
- співавтор Малого Державного Герба України,
- автор сучасного герба міста Львова,
- співзасновник Українського геральдичного товариства,
- колекціонер і букініст.

### Колода карт
Австрійська компанія Piatnik співпрацювала з Іваном Турецьким для створення їхньої друкованої продукції. Так художник став автором ідеї та проекту колоди гральних карт “Vienna Melange”.

### Марки України
У 1992 році було випущено колекцію марок, де Іван Турецький виступив автором марки під назвою «Українська діаспора в Австрії». Точна дата випуску – 27 листопада 1992 року. Цей знак поштової оплати вийшов тиражем 1 000 000 примірників.

### Нумізматика
В 2015 році Монетний Двір Беларусі ввів в обіг Республіки Беларусь монети з серії «Зодіакальний гороскоп». Чеканка, як зазначається на сайті монетного двору, була здійснена ЗАО "Литовський монетний двір", Вільнюс, Литва. Автором серії, яка складається з 12 монет: Овен, Телець, Близнюки, Рак, Лев, Діва, Терези, Скорпіон, Стрілець, Козоріг, Водолій, Риби.

### Альбом-каталог "Колір як лабіринт"
Галерея Portal 11 видала прем’єрний альбом абстрактного живопису Івана Турецького. Альбом має лімітований наклад. Всі примірники номерні та з авторським факсиміле. Цей альбом є справжньою арт книгою з розкішним оформленням. В альбомі зібрані картини художника в хронологічному порядку, починаючи з 1989 року.
|  |

## Картини Івана Турецького

### Картина, продана на аукціоні Sotheby’s
В 2020 році на аукціоні Sotheby’s в Нью-Йорку роботу Івана Турецького було продано за $21250. Картину "Фрагменти II (Італійський щоденник)" виставили на тематичному аукціоні "Кубізм і поза ним" (Cubism and Beyond), який проходив 23 червня. На ньому також виставляли роботи Поля Сезанна, Пабло Пікассо, Анре Лота і Роберта Марка.
Роботу Івана Турецького продали за ціною, що значно перевищила естімейт.
|  |

### Серії робіт
В 2020 році художник Іван Турецький створив серію робіт, присвячених парфумам. В серії “Парфуми” створено 10 картин. Картини під парними номерами зображують легкі, ранкові аромати, а непарні - вечірні.
|  |

### Обрані твори
|  |  |  |

### Інші твори
Картина «Сієста в бухті» біла надихнута видами Хорватського узбережжя.
|  |  |

### Гобелени
З 2020 року Іван Турецький в колаборації з художницями гобеленів (Ганна Забудська та Валерія Постнікова) створюють на основі малюнків Івана серію гобеленів:
1. «Невідомість кличе», 2020
2. «Passion», 2021
3. «Музика кольору», 2021
4. «Patterns of the labyrinth», 2021

## Список виставок
2022, липень - виставка у M.A.X. музеї, Швейцарія. Організатор галерея Portal 11.
2022 - «З Італійського Щоденника», виставка в дуеті з італійським митцем Міло. Вілла Лонгоні, Італія. Організатор галерея Portal 11.
2022, квітень - Персональна виставка «З Італійського Щоденника» у Fabrica del Vapore, Італія. Організатор галерея Portal 11.
2021-2022 – Виставка абстракціонізму з колекції галереї Portal 11 «The portal to abstraction» Галерея Portal 11. Київ, Україна
2021 - TEFAF online at James Butterwick Russian and European Fine Arts. Онлайн галерея на TEFAF 2021 
2021 – Персональна виставка Івана Турецького «З Італійського Щоденника» в арт-просторі Швейцарського Логістичного Центру (Швейцарія, К’яссо, кантон Тічино). Організатор галерея Portal 11.
2021 – Персональна виставка Івана Турецького «З Італійського Щоденника» у італійському музеї Palazzo Branda Castiglioni a Castiglioni Olona, провінція Варезе (регіон озера Комо). Організатор галерея Portal 11.
2020 – Персональна виставка “Невідомість кличе”. Галерея Portal 11. Київ, Україна
2019 – Luxembourg Art Fair 2019. Люксембург. Організатор галерея Portal 11.
2019 – Персональна виставка “Прохід в незнане”. Галерея Portal 11. Київ, Україна
2019 - Художній весняний салон. Львів, Україна
2018 – Персональна виставка «Колір як лабіринт». Галерея Portal 11. Київ, Україна
2017 - Персональна виставка «Колір як лабіринт». БЦ «Леонардо». Київ, Україна. Організатор галерея Portal 11
2017 – Art-Intergration. Ukraine Lviv / China Beijing
2017 - Персональна виставка «Чарівний сад». Галерея «Велес». Львів, Україна
2016 – Персональна виставка «Кольорові перевтілення». Галерея «Зелена канапа». Львів, Україна
2016 - Проект Гал – Арт «Династія». Харків, Україна
2015 – Виставка «Кабінет». Галерея «Велес». Львів, Україна
2014 – Арт-Експо. Нью-Йорк, США
2014 – Міжнародний фестиваль колоній артистичних. Казимеж – Дольни, Польща
2014 – Художня виставка до Дня незалежності. Київ, Україна
2013 – Міжнародний пленер «Olkush». Польща
2012 – Міжнародний пленер «W Sierpcu». Польща
2012 – Музей книги і друкарства України «Мистецька родина». Київ, Україна
2011 – Міжнародний пленер «Zelwa». Польща
2011 - Одеський художній музей «Мистецька родина». Одеса, Україна
2009 – Львівський Осінній салон. Львів, Україна
2007 – Міжнародний пленер «Zelwa». Польща
2002 – Галерея «ААІ». Відень, Австрія
2001 – Галерея «Гермес». Ліон, Франція
2001 – Персональна виставка галерея – салон «Порше» Відень, Австрія
2000 – Сучасне сакральне мистецтво України. Ленгенфельд, Австрія
1998 – Персональна виставка. Банк. Австрія, Відень
1998 – Europe Art. Женева, Швейцарія
1997 – Europe Art. Женева, Швейцарія
1996 – Персональна виставка в Віденьській ратуші, Гербовий зал. Відень, Австрія
1993 – Персональна виставка в Музеї етнографії та художнього промислу. Львів, Україна
1991 – ІІ міжнародне бієнале «Імпреза». Івано – Франківськ, Україна
1990 – Персональна виставка галерея «Артес». Львів, Україна
1989 – І міжнародне бієнале «Імпреза» Івано – Франківськ, Україна
1989 – Виставка «Сучасне Українське мистецтво». Торонто, Канада

### Персональна виставка в Італії
З 3 по 26 вересня 2021 року абстрактні полотна Івана Турецького були представлені у фресковій залі колишньої резиденції кардинала Бранда Кастільоні 14-го століття. Ця подія є першою персональною виставкою художника у європейському музеї. Виставка відбулася у італійському Музеї Palazzo Branda Castiglioni містечка Кастільйоне Олона провінції Варезе. На виставці було представлено 15 нових робіт художника, написаних впродовж 2020-2021-го років. Організатором з української сторони виступила галерея Portal 11.

## Дивіться також
- Фільм про Івана Турецького "Color as Labyrinth"
- Фільм про Івана Турецького "Colour as a Labyrinth"